# Linearna enačba
Lineárna enáčba je v matematiki algebrska enačba, v kateri je vsak člen ali konstanta ali produkt konstant s prvo potenco spremenljivke. Enakovredno enačbo dobimo, če enačimo polinom prve stopnje z nič. Enačbe se imenujejo linearne, ker predstavljajo premice v kartezičnem koordinatnem sistemu. Zgled linearne enačbe:
{\displaystyle x+1=3\!\,.}
Običajno zapišemo linearno enačbo dveh spremenljivk x in y kot:
{\displaystyle y=kx+n\!\,.}
V tej obliki konstanta k določa smer premice, konstantni člen n pa določa točko kjer premica seka ordinatno os. Enačbe, ki imajo na primer člene {\displaystyle x^{2}}, {\displaystyle y^{1/3}} ali {\displaystyle xy}, so nelinearne. Zgled enačbe, ki ni linearna :
{\displaystyle x^{2}+1=5\!\,.}